# 十二金牌
《十二金牌》 是1970年程剛導演的香港功夫片，由岳华、秦萍領銜主演；故事根据秦桧發12道金牌給岳飛的史實而改编。

## 劇情簡介
故事发生在南宋，秦桧和金人勾结，因为岳飞是反抗金军的主力军，于是秦桧为了一些原因而决定假传圣旨，伪造了金牌想要送给岳飞，欺骗岳飞带兵回朝。
华山剑侠苗龙得知了这些事情后，于是带领了一些侠客去拦截金牌，从而让这些金牌不落入岳飞的人的手中，并且他们还在这之中阻挡了聚贤堂派出刺杀岳飞的杀手。
因为苗龙拿到了大量的金牌，秦桧便找到了华山一剑金彦堂，让他成为新堂主，并让他来送金牌来欺骗岳飞。
但是金彦堂是苗龙的师傅，同时，他的女儿金铄十分喜欢苗龙。
苗龙知道了金彦堂和秦侩的关系后，不得不背叛师门，最后不得不杀死了自己的为了利益不惜抛弃父女之情的师父。

## 演员表
- 焦姣 飾 金環
- 秦萍 飾 金鎖
- 岳華 飾 苗龍
- 鄭文靜 飾
- 顧文宗 飾 孟大悲
- 井淼 飾 金雁堂
- 谷峯 飾
- 楊志卿 飾 笑面虎
- 王俠 飾
- 黃宗迅 飾 雷霆
- 樊梅生飾

## 相關連結
- 豆瓣电影上《十二金牌》的资料 （页面存档备份，存于）
- 互联网电影数据库（IMDb）上《十二金牌》的资料（英文）
- 时光网上的介绍 （页面存档备份，存于）